# ケネス・ギルバート

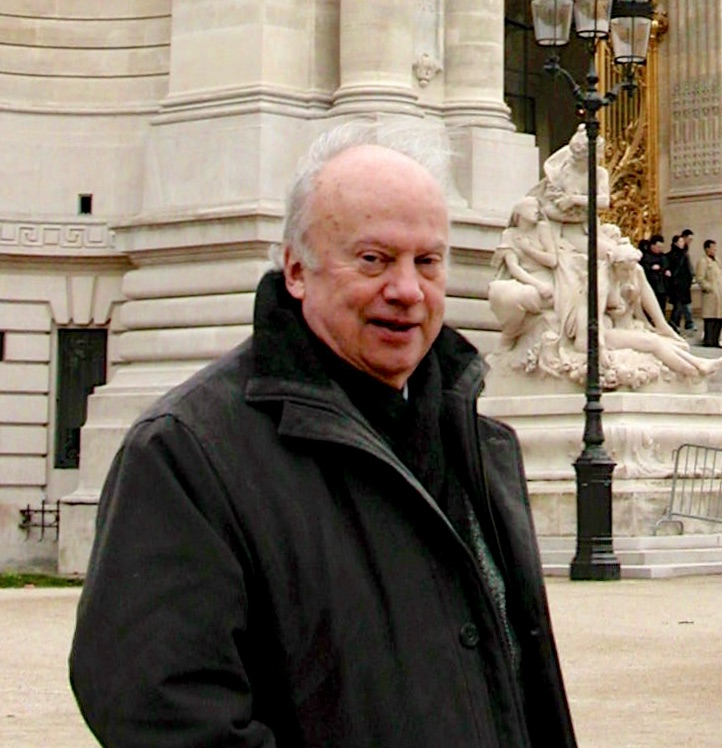
ケネス・ギルバート

ケネス・ギルバート（Kenneth Gilbert, 1931年12月16日 - 2020年4月16日）は、カナダ出身のチェンバロ奏者・音楽教師。ケベック州モントリオール生まれ。

## 略歴
モントリオールの音楽大学に学んだ後、パリ音楽院に留学してガストン・リテーズ、ルッジェーロ・ジェルリン、ナディア・ブーランジェに師事。シエナ・キジアーナ音楽院にて4年間の音楽修業を積む。1957年にモントリオールの母校でチェンバロ教授に就任し、1969年にはケベック市のラヴァル大学に出講。1971年よりベルギーのアントウェルペン王立音楽院にも採用され、1973年にはハールレム夏季講習会でグスタフ・レオンハルトの後任講師を務めた。1981年よりシュトゥットガルト高等音楽学校の教師を経て、ストラスブール音楽院古楽科の主任教授を務める。
1989年よりザルツブルク・モーツァルテウムの常勤教授としてチェンバロを担当。キジアーナ音楽院やヴェネツィア・チーニ財団のチェンバロ講習会でも講師を務める。ロンドンの王立音楽大学と王立音楽院の両方で客員教授に任命されている。
ケネス・ギルバートは、ひたむきに古楽器演奏に献身しており、とりわけフランス・バロック音楽の権威として名高い。演奏には、歴史的な銘器を用いている。1968年にフランソワ・クープラン生誕300周年を記念して、クープラン作品の全曲演奏を敢行したほか、1969年にはクープラン作品の新たな出版譜を編纂した。